# Czerwen brjag
Czerwen brjag (bułg. Червен бряг) – miasto w Bułgarii, siedziba gminy Czerwen brjag, ośrodek przemysłowy i ważny węzeł komunikacyjny.

## Historia
Osada istniała tu już w średniowieczu. Pierwsze wzmianki w dokumentach tureckich pochodzą z XVI w.
29 lutego 2008 roku w okolicach miasta, w pociągu relacji Sofia - Kardam wybuchł pożar, w którym zginęło 9 osób.

## Miasta partnerskie
- Taganrog